# Апостол Наркис
Апостол Наркисје био један од седамдесет Христових апостола. Апостол Павле га спомиње у својој Посланици Римљанима (Рим 16,11). 
Био је епископ града Атине.
Православна црква га прославља 31. октобра по јулијанском календару.